# 蓮華三昧経
『蓮華三昧経』（れんげさんまいきょう、『妙法蓮華三昧秘密三摩耶経』〈みょうほうれんげさんまいひみつさんまやきょう〉）とは、最初期の日本撰述偽経とされるもの。
『大日本校訂続蔵経』（続蔵）に収録されており、不空訳となっているが、平安期に成立したものであろうと推測されている。

## 概要
この経は、平安期に成立したと推定される最初期の日本撰述偽疑経典として知られているが、天台密教を大成した五大院安然の『教時諍』に冒頭の八句の偈が引用されており、本覚思想の根拠ともなっている。
蓮華三昧経の成立事情等の推測において、続蔵収録本を定本とし、冒頭の『自証偈』と、それに続く経の本文を検討すると両者の成立年代に相当の開きがあると見られる。前者は本覚思想成立の頃、また後者の本文に当る部分はおそらく平安末期以後の、特に 南北期 – 応永期頃の成立ではないかと考えられ、蓮華三昧経は、安然の活動期に成立したもので、撰者は安然に近しい人物または、安然その人ではないかとの説がある。